# Liste französischer Redewendungen

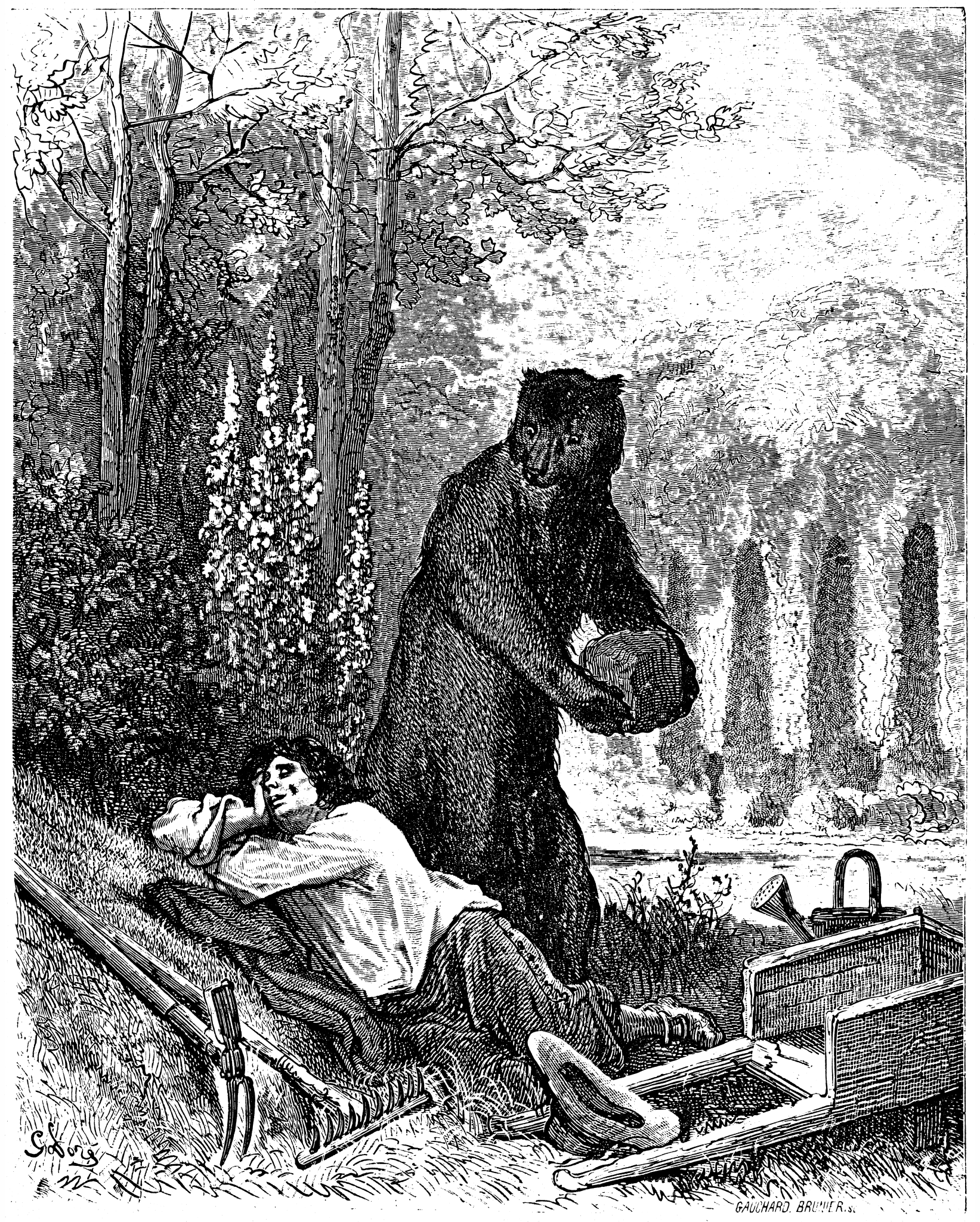
Vendre la peau de l’ours avant de l’avoir tué
(Illustration von Gustave Doré)

Die französische Sprache kennt eine Vielzahl an Redewendungen, auch Phraseologismus, Idiom oder idiomatische Wendung. Es handelt sich um den Spezialfall einer Kollokation; diese besteht aus einer Verbindung von Wörtern („feste Wortverbindung“), deren Sinn sich – meist aufgrund des landesspezifischen, historischen oder kulturellen Kontext – dem fremdsprachigen Leser oder Zuhörer nicht sofort erschließt.

## A
- À la – nach Art von …
- À la carte – Auswahl nach Speisekarte
- A la guerre comme à la guerre. – Man muss sich den Umständen anpassen.
- À la minute – zeitgenauer Speisenablauf
- Accorder ses violons. – Sich untereinander einig werden.
- Aide-toi, le ciel t’aidera – Hilf dir selbst, so hilft dir Gott
- Appeler un chat un chat. – Das Kind beim Namen nennen.
- Avoir la frite- glücklich sein.
- Avoir le cafard. – Niedergeschlagen sein.
- Avoir un chat dans la gorge. – Einen Frosch im Hals haben.
- Avoir une faim de loup. – Einen Bärenhunger haben.

## B
- Baisser les bras - Aufgeben.

## C
- C’est bonnet blanc et blanc bonnet. – Das ist gehüpft wie gesprungen.
- C’est la fin des haricots. – Jetzt können wir einpacken. Jetzt sind wir erledigt.
- C’est la goutte d’eau qui fait déborder le vase. – Das ist der Tropfen, der das Fass zum Überlaufen bringt.
- C'est la guerre - Das ist der Krieg!, bzw. so ist der Krieg!"
- C’est la vie – „So ist es halt im Leben“
- C’est un secret de Polichinelle. – Das ist ein offenes Geheimnis (Die Spatzen pfeifen es von den Dächern.)
- C’est le ton qui fait la musique. – Der Ton macht die Musik.
- C’est monnaie courante. – Das ist gang und gäbe.
- C'est tiré par les cheveux – Das ist an den Haaren herbeigezogen/weit hergeholt.
- C’est un coup d’épée dans l’eau. – Das ist ein Schlag ins Wasser.
- Ça tombe comme à Gravelotte. – Anspielung auf den schweren und dichten Beschuss, Es schüttet aus Eimern/Gießkannen.
- Ce n’est pas la mer à boire. – Das ist zu schaffen. Das kann man hinkriegen.
- Ce n’est que partie remise. – Aufgeschoben ist nicht aufgehoben.
- Cela me fait une belle jambe. – Dafür kann ich mir nichts kaufen.
- Cela ne me fait ni chaud ni froid. – Das lässt mich vollkommen kalt.
- Chacun est l’artisan de sa fortune. – Jeder ist seines Glückes Schmied.
- Chapeau! – Hut ab!
- Chaque chose en son temps. – Alles zu seiner Zeit.
- Cherchez la femme – Suche die Frau.
- Chercher midi à quatorze heures. – Warum einfach, wenn es auch schwer geht?
- Comme il faut – Wie es sich gehört.
- Couper les cheveux en quatre. – Haarspalterei betreiben.
- Courir les filles. – Ein Schürzenjäger sein.

## D
- D’accord – einer Meinung, einig, einverstanden
- Danser sur un volcan – Tanz auf dem Vulkan
- Déformation professionnelle – Betriebsblindheit
- Déjà-vu – schon gesehen haben
- Dieu et mon droit – Gott und mein Recht.
- Donnant, donnant. – Eine Hand wäscht die andere.
- Dormir sur ses deux oreilles. – Ruhig schlafen, sich keine Sorgen machen.

## E
- Élever un enfant dans du coton. – Ein Kind in Watte packen (verzärteln).
- En passant – Im Vorbeigehen
- Enfant terrible – schreckliches Kind
- Enfermer le loup dans la bergerie. – Den Bock zum Gärtner machen.
- Enrichissez-vous – bereichert euch!
- Être dans la lune. – Nicht bei der Sache sein.
- Être le dindon de la farce. – Der Dumme sein.
- Être sur des charbons ardents. – Wie auf glühenden Kohlen sitzen.
- Être tout feu, tout flamme. – Feuer und Flamme sein.
- Être tout sucre, tout miel. – Übertrieben freundlich, zuckersüß sein.

## F
- Faire bouillir la marmite. – Die Familie ernähren.
- Faire l'autruche - Den Kopf in den Sand stecken.
- Faire l’école buissonnière. – Die Schule schwänzen.
- Faire la grasse matinée. – Bis in den hellen Tag hinein schlafen.
- Faire la sourde oreille. – Etwas ganz geflissentlich überhören.
- Faire la tournée des grands-ducs. – Das Nachtleben kennenlernen.
- Faire son beurre. – Sein Schäfchen ins Trockene bringen.
- Fait accompli – Vollendete Tatsache
- Femme fatale – Verhängnisvolle Frau
- Fin de siècle – Ende des Jahrhunderts
- Foie gras – Stopfleber

## G
- Garder quelque chose pour la bonne bouche. – Sich das Beste für den Schluss aufheben.
- Garder la pêche. – Die Haltung bewahren.
- Gaz à tous les étages – Gas auf allen Etagen
- Grande Nation – große Nation

## H
- Haute Couture – gehobene Schneiderei
- Honi soit qui mal y pense – Ein Schelm, wer Böses dabei denkt.
- Haut comme trois pommes – Dreikäsehoch

## I
- Il faut battre le fer tant qu’il est chaud. – Man muss das Eisen schmieden, solange es heiß ist.
- Il faut souffrir pour être belle. – Wer schön sein will, muss leiden.
- Il y a que la vérité qui blesse. – Nur die Wahrheit verletzt.

## J
- Jamais deux sans trois. – Aller guten Dinge sind drei.
- Jamais-vu – Niemals gesehen
- Je maintiendrai – ich werde bestehen
- Jour fixe – fester (eingeplanter) Tag

## L
- Laissez-faire – einfach passieren/laufen lassen
- L’amour d’une mère est toujours dans son printemps. – Die Liebe einer Mutter ist immer in ihrem Frühling.
- L’appétit vient en mangeant. – Der Appetit kommt beim Essen.
- L’argent n’a pas d’odeur. – Geld stinkt nicht.
- L’art pour l’art – Die Kunst für die Kunst
- L’occasion fait le larron. – Gelegenheit macht Diebe.
- La force prime le droit. – Macht geht vor Recht.
- La nuit tous les chats sont gris. – In der Nacht sind alle Katzen grau.
- La peur est mauvaise conseillère. – Furcht ist ein schlechter Ratgeber.
- Le roi est mort, vive le roi – Der König ist tot, es lebe der König
- Les carottes sont cuites. – Der Karren ist völlig verfahren./Das Kind ist in den Brunnen gefallen.

## M
- Malheur – Unglück
- Mettre l’eau à la bouche. – Das Wasser im Mund zusammenlaufen lassen.
- Mettre son grain de sel. – Seinen Senf dazugeben.
- Mettre de l'eau dans son vin. – klein beigeben, zurückstecken

## N
- Ne pas mélanger les torchons et les serviettes. – Nicht alles in einen Topf werfen.

## O
- On lui donnerait le bon Dieu sans confession. – Sie (er) sieht aus, als ob sie (er) kein Wässerchen trüben könnte.
- On ne fait rien avec rien. – Aus nichts wird nichts.
- On ne voit bien qu’avec le cœur. L’essentiel est invisible pour les yeux. – Man sieht nur mit dem Herzen gut. Das Wesentliche ist für die Augen unsichtbar.
- On récolte ce qu’on a semé. – Wie die Saat, so die Ernte.
- On revient toujours à ses premières amours. – Alte Liebe rostet nicht.

## P
- Pièce de résistance – (wörtl.: „widerspenstiges Stück“) Hauptsache, Herzstück, Meisterleistung, Hauptgang (Menü)
- Pleurer dans le gilet de quelqu’un. – Jemandem sein Leid klagen.
- Prêt-à-porter – bereit zum Tragen

## Q
- Quand le vin est tiré, il faut le boire. – Wer A sagt, muss auch B sagen.
- être sur le Quivive – auf der Hut sein

## R
- Répondre du tac au tac. – Schlagfertig antworten.
- Rester bouche bée. – Mund und Nase aufsperren.

## S
- Sans phrase – Ohne Umschweife. Direkt zur Sache.
- Savoir quelque chose sur le bout du doigt. – Etwas im Schlaf können.
- Savoir-vivre – zu leben verstehen
- Se jeter dans la gueule du loup. – Sich in die Höhle des Löwen begeben.
- Se noyer dans un verre d’eau. – Rasch den Mut verlieren.
- Se plaindre que la mariée est trop belle. – Mit nichts zufrieden sein. Sich über nichts freuen können.
- Se serrer la ceinture. – Den Gürtel enger schnallen.
- Système D – Trick 17

## T
- Table d’hôte – Tisch des Gastgebers
- Tel est pris qui croyait prendre. – Wer andern eine Grube gräbt, fällt selbst hinein.
- Tête-à-tête – Kopf an Kopf
- Tirer la couverture à soi. – Nur auf seinen eigenen Vorteil bedacht sein.
- Tout ce qui brille n’est pas or. – Es ist nicht alles Gold, was glänzt.
- Tout vient à point à qui sait attendre. – Was lange währt, wird endlich gut.
- Tu peux balayer ça. - Das kannst du dir abschminken.

## U
- Un ami est long à trouver et prompt à perdre. – Ein Freund ist schwer zu finden und leicht zu verlieren.
- Une fois n’est pas coutume. – Einmal ist keinmal.
- Une journée commence mal quand le bain est plus chaud que le thé. – Ein Tag fängt schlecht an, wenn das Bad wärmer als der Tee ist.

## V
- Vendre la peau de l’ours avant de l’avoir tué – man soll das Fell des Bären nicht verkaufen, bevor man ihn erlegt hat
- Vivre au jour le jour. – In den Tag hineinleben.
- Voir dire – die Wahrheit sagen

### Online Lexika
- PONS online Wörterbuch der europäischen Sprachen: https://de.pons.eu/
- Frogleap „die Übersetzung französischer Redewendungen und Sprichwörter ins Deutsche“: http://www.frog-leap.de/presseservice/ver%C3%B6ffentlichte-beitr%C3%A4ge/art-02-2013/